# Mimosema fulvida
Mimosema fulvida là một loài bướm đêm trong họ Geometridae.